# Ракетний удар по Дамаску і Хомсу (2018)
Бомбардування Дамаска і Хомса 14 квітня 2018 року — ракетний удар по сирійських військових об'єктах, здійснений силами коаліції США, Великої Британії та Франції у відповідь на застосування 7 квітня у Сирії хімічної зброї проти цивільного населення у місті Дума у східній частині Гути у якому було звинувачено уряд Башара Асада .
14 квітня 2018, починаючи з 04:00 ранку за сирійським часом (UTC+3), США, Франція та Велика Британія здійснили серію військових ударів по об'єктах Сирії, в яких діяли пілотовані літаки та корабельні ракети. У наслідок випуску 120 ракет силами коаліції було зруйновано три цілі: науковий центр з розробки хімічної зброї, база з розташування та збереження хімічної зброї та військовий командний пункт. Одноразова військова місія була відповіддю на попереднє використання хімічної зброї режимом Башара Асада, яке призвело до загибелі великої кількості цивільних громадян.
США, Велика Британія та Франція заявили, що вони здійснили цю акцію у відповідь на хімічну атаку Думи, відповідальність за яку вони поклали на сирійський уряд; Сирія заперечила свою причетність до атаки і назвала авіаційні удари порушенням міжнародного права. 15 квітня 2018 року США, Велика Британія та Франція передали країнам-членам РБ ООН свій проект резолюції по Сирії, що засуджує застосування в ній хімічної зброї

## Передумови
7 квітня 2018, в сирійському місті Дума було здійснено хімічну атаку, в результаті якої загинуло принаймні 70 людей. Кілька медичних, моніторингових та активістських груп, включаючи Білі шоломи, повідомили, що вертольоти сирійської армії скинули бочкові бомби на місто. Підозрюється, що бомби були начинені хімічними сумішами, такими як хлор та зарин. 9 квітня в Держдепартаменті США заявили, що експертів Організації із заборони хімічної зброї не впускають до сирійського міста Дума, щоб «зачистити» місця ймовірної хімічної атаки.
Як і у випадку з попередніми інцидентами, Франція, Велика Британія, США та інші країни звинуватили режим Асада у відповідальності за застосування хімічної зброї. Росія та Іран, головні союзники сирійського уряду, заперечили використання хімічної зброї, заявляючи, що атака на Думу була операцією під фальшивим прапором. Росія стверджувала, що відео хімічної атаки було постановкою членів організації Білі шоломи.
У травні 2017, президент Франції Еммануель Макрон сказав, що використання хімічної зброї в Сирії буде червоною лінією, яка вимагатиме негайного заходу у відповідь. Франція та Сполучені Штати навели позитивні зразки сечі і крові, зібрані в якості доказу того, що в Думі використовувався хлор.
У перші години 9 квітня 2018, по військовій авіабазі «Тіас» в Сирії було завдано авіаудар. Сполучені Штати заперечили свою причетність, тоді як ізраїльська сторона відмовилася коментувати атаку.
10 квітня було скликано Раду Безпеки ООН, де висловлені різні рішення стосовно того, як слід відповісти на хімічну атаку, в кінцевому рахунку, заблоковані Росією. 11 квітня, кожна із західних країн почала розглядати військові дії в Сирії, прагнучи «сильної спільної реакції».
13 квітня, Росія, яка спершу заперечувала використання хімічної зброї, ствердила, що Велика Британія зробила «постановку» атаки з метою спровокувати авіаудари США.

## Військові дії

### Залучені сили

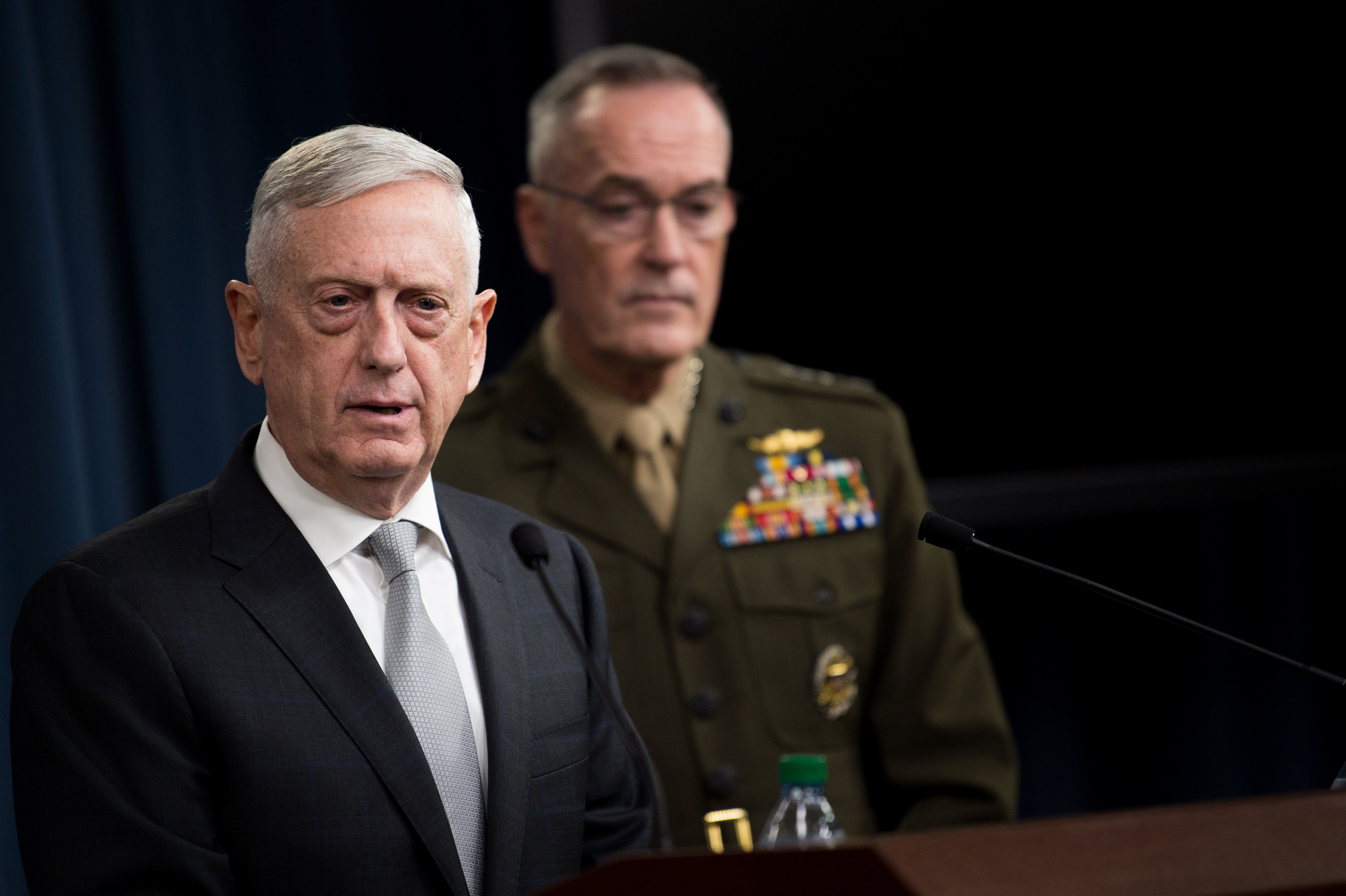
Міністр оборони США Джеймс Меттіс та голова Об'єднаного комітету начальників штабів Джозеф Данфорд на брифінгу щодо операції.

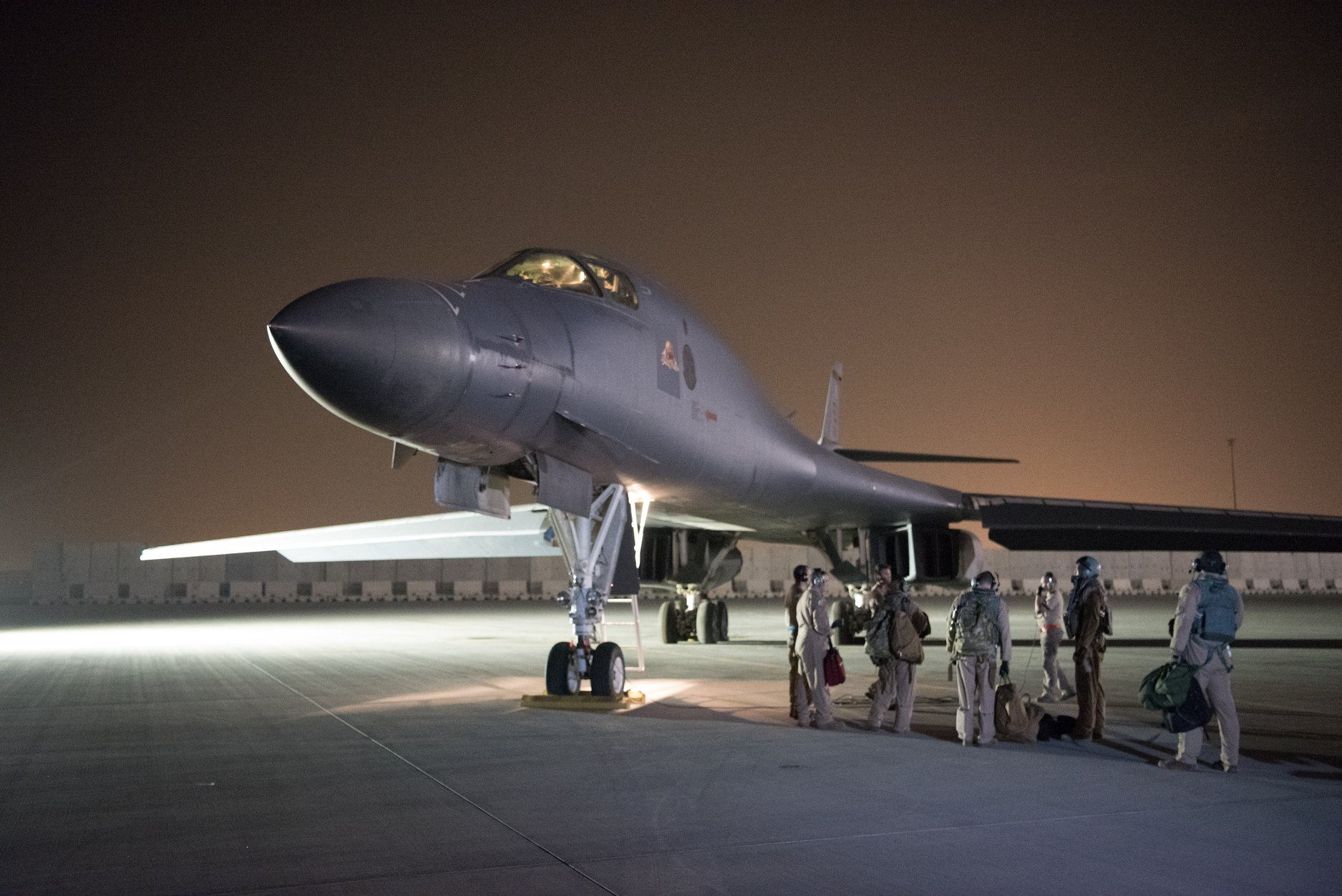
B-1B 28-ї бомбардувальної групи підготовка до вильоту бомбардування повітряної бази Аль-Удаїд

Удари були здійснені силами США, Великої Британії та Франції, використовуючи крилаті ракети з борту кораблів, а також літаки. Британські сили складалися з чотирьох Tornado GR4, обладнані ракетами Storm Shadow. Французький фрегат типу FREMM «Лангедок» (D653) випустив три крилатих ракети SCALP, а Повітряні сили Франції залучили п'ять літаків Rafale, озброєних ракетами Storm Shadow, п'ять винищувачів Mirage 2000-5F, два літаки дальнього радіолокаційного стеження E-3F та шість літаків-заправників KC-135. Американські сили включали бомбардувальники B-1 з 19 ракетами JASSM-ER. Ескадрений міноносець типу «Арлі Берк» USS Laboon (DDG-58) запустив 9 крилатих ракет «Томагавк», тоді як ракетний крейсер типу «Тікондерога» USS Monterey (CG-61) — 13 ракет, базуючись в Червоному морі. Ескадрений міноносець типу «Арлі Берк» USS Higgins (DDG-76) запустив 27 ракет «Томагавк» з позиції в північній частині Перської затоки, а підводний човен типу «Вірджинія» USS John Warner — 6 ракет з Середземномор'я. Міністр оборони США Джеймс Меттіс сказав, що під час атаки було використано вдвічі більше зброї в порівнянні з бомбардуванням авіабази Шайрат у 2017. Анонімний представник Міністерства оборони США, якого процитувала The Washington Post, повідомив, що Сполучені Штати випустили близько 100 ракет «Томагавк».
Загалом, союзні сили випустили 105 крилатих ракет:
- 66 «Томагавків» з суден ВМС США
- 19 JASSM-ER з бомбардувальників B-1 ПС США
- 9 SCALP з винищувачів Rafale ПС Франції
- 8 Storm Shadow з винищувачів Tornado GR4 ПС Великої Британії
- 3 MdCN з суден ВМС Франції

Сирія відповіла використавши свої системи протиповітряної оборони, тоді як державні ЗМІ опублікували відео запуску ракет в небо. Сирійське арабське інформаційне агентство, а також генерал-полковник Сергій Рудський з російської армії, заявили, що сирійські системи ППО Панцирь-С1, С-125, С-200, «Бук» та «Квадрат» перехопили і знищили багато ракет. Це твердження було спростовано Пентагоном, який показав фотографії зруйнованих цілей, які, за їхніми словами, доводять, що кожна ракета випущена союзними силами влучила в намічену ціль.

### Удари

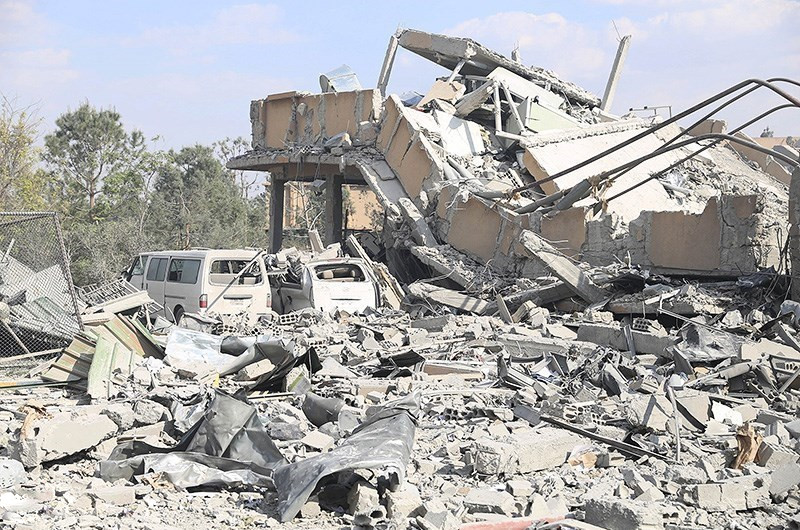
Будинки, зруйновані союзними ракетними ударами,14 квітня 2018

Президент США Дональд Трамп оголосив про удари наприкінці 13 квітня за стандартним східним часом (04:00 ранку 14 квітня в Сирії), разом із союзниками Францією та Великою Британією. Ще під час промови Трампа, вибухи вже були чутні в столиці Сирії Дамаску.
Джозеф Данфорд, голова Об'єднаного комітету начальників штабів США, зазначив, що цілями для ударів були обрані: дослідницький центр в Дамаску, сховище для зберігання хімічної зброї поблизу Хомса, а також сховища для обладнання та командного пункту також поблизу Хомса. Міністерство оборони Великої Британії повідомило, що британські літаки вдарили по місцям зберігання хімічної зброї в Хомсі. Рано вранці, свідки повідомили про гучні вибухи та дим в Дамаску, в тому числі в районі Барзах, де знаходиться головний науково-дослідницький центр. В Сирійському центрі з прав людини сказали, що об'єкти нападу включають два науково-дослідницьких центри в Дамаску і один в районі Хомса, а також військові бази в Дамаску.
Тоді як американські військові заявили, що всі ракети вразили намічені цілі без перешкод, сирійські державні ЗМІ заявили, що Сирія відповіла на удари використавши зенітну зброю, і що її системи протиповітряної оборони збили тринадцять ракет біля Аль-Кісви на півдні від Дамаска. Російські військові повідомили, що повітряна оборона Сирії знищила 71 з 103 крилатих ракет. Сирійському центрі з прав людини відзвітував, що понад 65 ракет було перехоплено сирійським урядом та їх союзниками. Ракети, випущені по науково-дослідницькому центру в Хомсі, «впали осторонь своїх цілей». Повідомлень про жертви не надходило, однак було відзначено чималий матеріальний збиток.

### Аналіз
Деякі аналітики, такі як USA Today оцінили вимогу Сирії стріляти ракетами як неправдоподібну. Повітряна оборона Сирії була готовою перед громадянською війною, але через роки затяжної війни вона послабилась.   

## Заяви та реакції

### Протиборчі сторони
Сирія:
- Сирійські державні ЗМІ назвали атаку «грубим порушенням міжнародного права» і описали реакцію протиповітряної оборони нації проти атаки[5]. Наср аль-Хайрірі[en], сирійський опозиційний лідер, який очолює опозиційний комітет в поточних переговорах за посередництвом ООН, заявив, що атака може перешкодити сирійському уряду використовувати хімічну зброю, але це також може підштовхнути «помстиливу ескалацію» урядовими силами до сирійського народу, і попередив, що міжнародному співтовариству необхідно знайти «політичне рішення», щоб врятувати Сирію[44].

 Велика Британія:
- Оголошуючи удари, прем'єр-міністр Тереза Мей заявила, що «немає практичної альтернативи використанню сили» для боротьби з використанням сирійським урядом хімічної зброї[41].

 США:
- Президент Дональд Трамп оголосив про удари на телебаченні, стверджуючи, що бомбардування були частиною зусиль, спрямованих на те, щоб зупинити використовування Асадом хімічної зброї, і заявив, що США «були готові підтримати цю реакцію», поки сирійський уряд не припинить використовувати хімічну зброю[32]. The New York Times повідомила, що спочатку реакції між політичними партіями були розбіжними; представники Республіканської партії — партія президента Трампа — загалом підтримала, тоді як Демократична партія загалом поставилася критично[45]. Республіканці Том Коттон та Оррін Гетч високо оцінили удари. Інші парламентарі, зокрема демократи, хоча і в цілому підтримали обмежені бомбардування, щоб покарати Асада за використання забороненої хімічної зброї, розкритикували адміністрацію Трампа за те, що він не запросив схвалення Конгресу і не мав «узгодженої сирійської стратегії». Сенатор-демократ Тім Кейн знову підкреслив свою давню думку про те, що військова інтервенція без дозволу Конгресу і довгострокова стратегія є «незаконною» та «безрозсудною»[46][47].

 Франція:
- 14 квітня, президент Еммануель Макрон заявив, що французька «червона лінія була перейдена», у зв'язку з попередніми атаками на Думу. Він сказав, що сирійський уряд «безсумнівно» здійснив атаку і пояснив, що удари спрямовані на припинення виробництва Сирією хімічної зброї. Також Макрон зазначив, що удари США, Британії і Франції по хімічних об'єктах у Сирії були легітимними і успішними і що завдяки удару по Сирії резолюції Радбезу ООН перестали бути невиконуваними[48][49].

### Інші
Австралія:
- Прем'єр-міністр Малкольм Тернбулл підтримав удари, назвавши їх «недвозначним повідомленням» Ассаду[50]. Тернбулл також зазначив, що «інший основний прихильник Росії та Сирії, Іран, повинен здійснити тиск на режим, щоб припинити його зловживання міжнародним правом та правами людини»[50]. Тернбулл зазначив, що втручання продемонструвало «калібрувану, пропорційну та цільову відповідь»[51].

 Європейський Союз:
- Голова Європейської Ради Дональд Туск підтвердив підтримку Європейським Союзом ударів, зазначивши, що ЄС «буде стояти з нашими союзниками на боці справедливості»[52]. Голова Міністерства закордонних справ Франції Жан-Ів Ле Дріан на засідання міністрів закордонних справ ЄС у Люксембурзі 16 квітня також повідомив, що Європейський союз підтримує кроки Франції, Великої Британії і США, спрямовані на запобігання й заборону використання хімічної зброї: «Країни ЄС підтримали нас у прагненні запобігти й перешкодити будь-якому використанню хімічної зброї. Європейський союз є згуртованим у цей надзвичайно важливий момент, що Франція щиро вітає»[53]

 Ізраїль:
- Член ради міністрів Йоав Галант заявив, що атака є «важливим сигналом осі зла — Ірану, Сирії та Хезболлі»[54], і назвав Асада «ангелом смерті сотней тисяч невинних сирійців, і немає сумніву, що світ буде кращим місцем без Асада»[55].

 Іран:
- Міністерство закордонних справ Ірану[en] засудило США та їх союзників за ракетні удари по Сирії, заявивши, що «немає доказів» сирійської відповідальності щодо хімічної атаки на Думу, і розкритикувало Сполучені Штати за напад, не чекаючи на розслідування Організації із заборони хімічної зброї[56]. Алі Хаменеї, лідер Ісламської Республіки Іран, назвав Трампа, Терезу Май та Макрона злочинцями[57].

 Канада:
- Прем'єр-міністр Джастін Трюдо підтримав удари у своїй заяві[58].

 НАТО:
- Єнс Столтенберг, генеральний секретар НАТО, підтримав удари у своїй заяві[59].

 Нова Зеландія:
- Прем'єр-міністр Джасінда Ардерн підтримує дипломатичний підхід і сприймає удари як результат дії російського вето в Раді Безпеки. У заяві вона зазначає, що Нова Зеландія «цілковито засуджує і далі засуджуватиме» використання Росією права вето[60].

 ООН:
- Генеральний секретар Антоніу Гутерреш закликав сторони «стримувати будь-які дії, які можуть загострити ситуацію та погіршити страждання сирійського народу»[61].

 Росія:
- Президент Володимир Путін описав бомбардування як «акт агресії», кажучи, що «російські військовослужбовці допомагають легітимному уряду в боротьбі з тероризмом»[62]. Анатолій Антонов, російський посол у Сполучених Штатах, рішуче засудив удари коаліції по Сирії та застеріг західні країни від «наслідків»[32]. Росія ініціювала екстрене засідання Радбезу ООН та підготувала резолюцію із засудженням «агресії щодо Сирії з боку США і їх союзників». 14 квітня резолюцію було відхилено більшістю голосів постійних і непостійних членів Ради безпеки.[63][64]

 Туреччина:
- Джерела в Міністерстві закордонних справ Туреччини повідомили Reuters: «Ми вважаємо, що операція, проведена проти сирійського уряду Сполученими Штатами, Сполученим Королівством та Францією… є належною відповіддю»[65].

 Японія:
- Прем'єр-міністр Абе Сіндзо заявив журналістам, що підтримує «рішучість» ударів[66].

 КНР:
- Представник зовнішньополітичного відомства Китаю Хуа Чуньїн[en] заявила, що Китай вимагає ретельного, справедливого і незалежного розслідування передбачуваного застосування хімічної зброї в Сирії. За словами представника китайського МЗС, будь-яка військова операція без рішення Ради Безпеки ООН порушує принципи і норми міжнародного права.[67]

 Україна:
- Міністерство закордонних справ випустило заяву, в якій було підтримано удар і висловило свою солідарність з Сполученими Штатами, Великою Британією та Францією: «Україна висловлює солідарність зі США, Великою Британією та Францією і підтримує дії союзників у відповідь на застосування Дамаском хімічної зброї в сирійському місті Дума, яке призвело до численних жертв серед мирного населення». У заяві також вказано, що «злочини Дамаску підтримані Кремлівським режимом»[68].

### Недержавні організації
- Моххамед Алош ключова фігура Армії ісламу в коаліції з Салафістськими та Ісламськими повстанськими групами[69]. Написав що ракетний удар під керівництвом США у Сирії є "фарсом" доки при владі залишається президент Ассад[70].
- Керівництво Хамаса в Секторі Газа засудило удар[71].
- Ліванські бойовики шиїти опозиційної партії Хізбалла різко засудили Американські, Французькі, та Британські ракетні обстріли по Сирії вихваляючи повітряну оборону арабського сусіда за протистояння ракетним ударам[72].

### Релігійні організації
Ігнатій Єфрем ІІ Керим, патріарх Сирійської православної церкви  та Іоанн Х примас Православної церкви та Антіохійської православної церкви засудили  бомбардування сказавши що: „Були чіткі порушення міжнародного права та Статуту ООН“ та "Несправедлива агресія заохочує терористичні організації і дає їм нових сил для продовження".